# Dom Towarowy Bracia Jabłkowscy
Dom Towarowy Bracia Jabłkowscy – przedsiębiorstwo będące właścicielem domu towarowego, wzniesionego w latach 1913–1914 przy ul. Brackiej 25 w Warszawie.

## Historia
Przedsiębiorstwo przeniosło działalność do nowo wzniesionego obiektu 7 listopada 1914 roku z sąsiedniej kamienicy przy ul. Brackiej 23, w której wynajmowało pomieszczenia od 1900 roku.
Poprzez bezpośrednie zaopatrywanie się u producentów, spółka wyeliminowała łańcuch pośredników i mogła zaoferować klientom produkty w konkurencyjnych cenach. Aby uprzyjemnić zakupy, otwarto na trzecim piętrze kawiarnię, a w sezonie letnim, na tarasie mieszczącym się na dachu, serwowano kefiry i soki owocowe, propagując idee zdrowego żywienia.

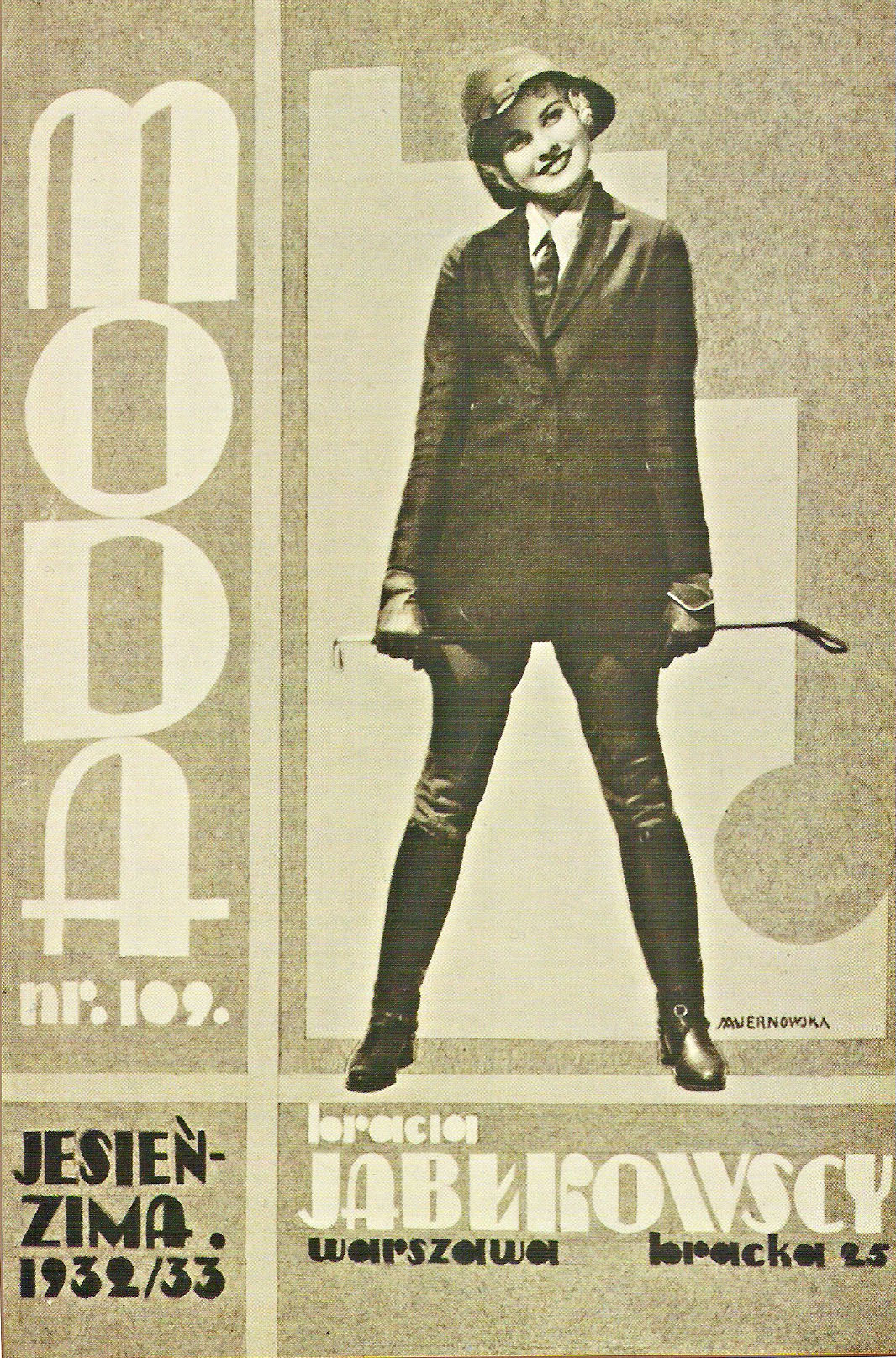
Okładka magazynu z modą, jesień-zima 1932/1933

Lata największej świetności dom towarowy Jabłkowskich przeżywał w dwudziestoleciu międzywojennym. Do 1939 roku był jedynym tego typu obiektem w Warszawie oraz największym domem towarowym w Polsce; prowadził także sprzedaż wysyłkową. Pracownicy firmy wysyłani byli na pokazy mody do Paryża, aby tam podpatrywać najnowsze kolekcje mody.
Dom towarowy był czynny podczas okupacji niemieckiej. W czasie powstania warszawskiego przedsiębiorstwo wspierało powstańców, zaopatrując ich w odzież, obuwie i żywność. Produkowano tu także amunicję. Jako jeden z nielicznych budynków w tamtym rejonie Warszawy, dom towarowy Jabłkowskich przetrwał szczęśliwie bombardowania miasta. W maju 1945 wznowił działalność. Rozdzielano tam również towary UNRRA.
W maju 1950 roku odebrano budynek rodzinie Jabłkowskich, a przedsiębiorstwo upaństwowiono. W listopadzie 1951 w budynku otwarto Centralny Dom Dziecka. Później mieścił się tam Dom Obuwia oraz siedziby biur, a od 1992 roku dom handlowy „Arka”. Następnie działała tam wielka księgarnia Traffic Club.
W 1971 budynek domu towarowego został wpisany do rejestru zabytków
W czerwcu 1996 roku spadkobiercy ostatnich właścicieli reaktywowali przedsiębiorstwo Bracia Jabłkowscy, i po latach odzyskali budynek.

### Architektura
Modernistyczny gmach został wzniesiony w latach 1913–1914 w miejscu, w którym wcześniej znajdowała się Heca (szczwalnia, teatr walk zwierząt). Powstał według projektu Karola Jankowskiego i Franciszka Lilpopa. Autorzy inspirowali się wielkimi francuskimi i niemieckimi domami towarowymi, a szczególnie zaprojektowanym przez Alfreda Messela domem Wertheima w Berlinie.
Witryny rozdzielone są pokaźnymi, profilowanymi filarami, a wejście umieszczono we wnęce podpartej dwiema doryckimi kolumnami. Budynek wzniesiono na bazie konstrukcji szkieletowo-żelbetowej. W prostym, funkcjonalnym wnętrzu, na uwagę zasługuje reprezentacyjna klatka schodowa, oświetlona półkolistymi oknami z witrażami zaprojektowanymi przez Edmunda Bartłomiejczyka, a wykonanymi w pracowni W. Skibińskiego, przedstawiającymi wytworne mieszkanki miasta z różnych epok. W obiekcie zainstalowano pierwszą szklaną windę w Warszawie.
W czasie remontu elewacji budynku w 2017 zmieniono kolor fasady z brązowego na pierwotny kolor szary, odrestaurowano sztukaterie oraz elementy metaloplastyki.

### Nowy Dom Jabłkowskich

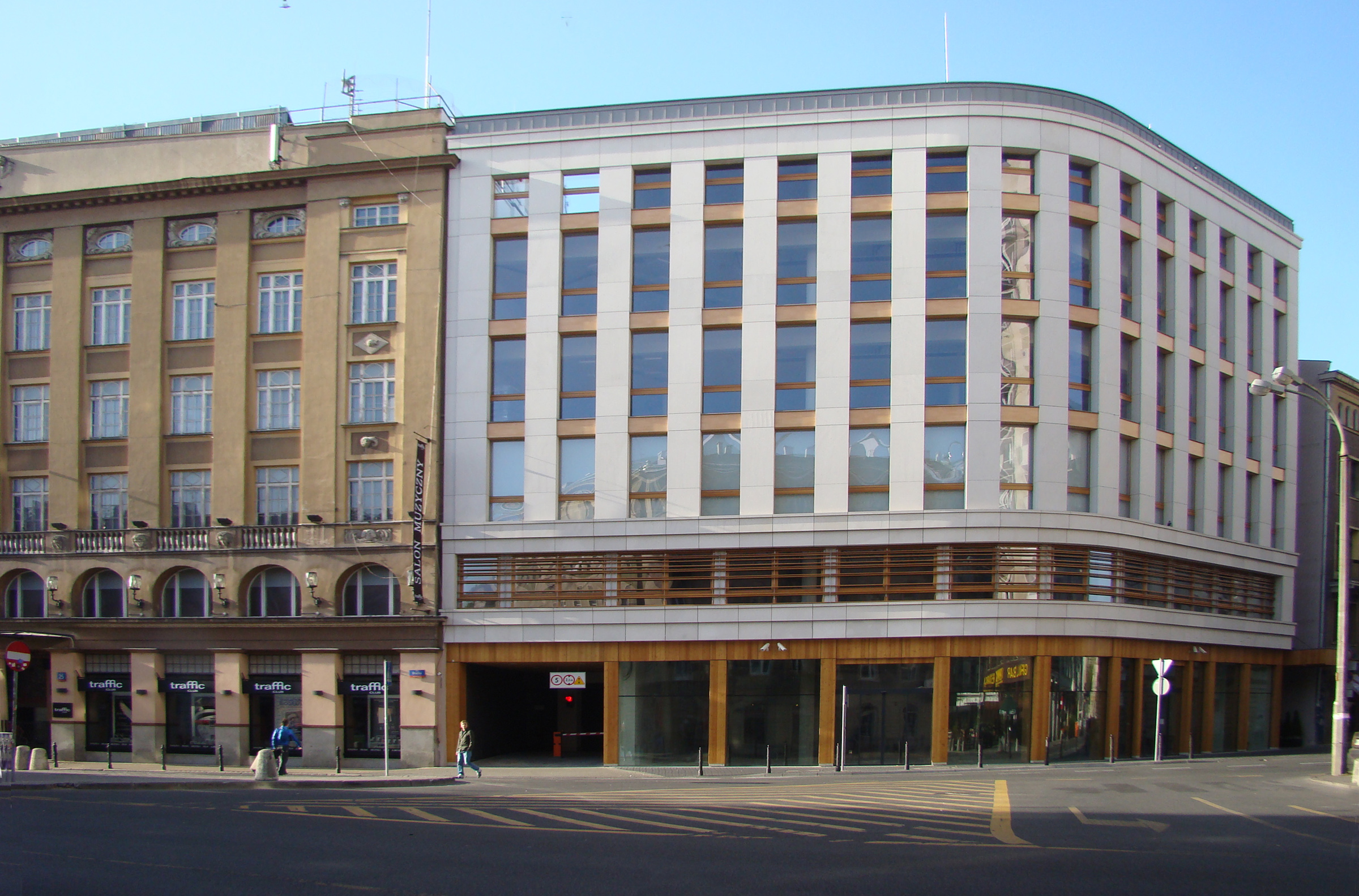
Nowy dom Jabłkowskich

W roku 2010 rozpoczęła się budowa nowego domu towarowego na rogu ulic Brackiej i Chmielnej. Jednak zamiast sklepów planowany był tu budynek biurowy. Został on oddany do użytku we wrześniu 2011.
Nowy dom braci Jabłkowskich, projektu architektów Ryszarda Girtlera i Marty Girtler-Szymborskiej, liczy sześć kondygnacji nadziemnych, przy czym parter był przeznaczony na usługi (salon telefonii komórkowej), a piętra na pomieszczenia biurowe. Przewidziano możliwość wykonania w stropie nad parterem dużego otworu na dźwig i schody ruchome, co pozwoliłoby wprowadzić usługi również na I piętro, a także ewentualnie do podziemia. Wejście do budynku znajduje się od strony ulicy Chmielnej.
Elewacje budynku są utrzymane w skali zgodnej ze starym budynkiem Domu Towarowego. Zastosowano okładzinę z szarego piaskowca oraz z modrzewia syberyjskiego. Narożnik budynku zaprojektowano na planie łukowym, elewacje od ulic Brackiej i Chmielnej łączą się płynnie w całość.